# Mecistocephalus longichilatus
Mecistocephalus longichilatus är en mångfotingart som beskrevs av Masatoshi Takakuwa 1936. Mecistocephalus longichilatus ingår i släktet Mecistocephalus och familjen storhuvudjordkrypare.
Artens utbredningsområde är Taiwan. Inga underarter finns listade i Catalogue of Life.